# Gordon Anderson
Gordon Anderson (* in Stirling, Schottland) ist ein britischer Theater- und Fernsehregisseur.

## Karriere
Gordon Anderson absolvierte eine Ausbildung als Schauspieler an der Londoner Royal Central School of Speech and Drama. Anschließend arbeitete er als Theater- und Opernregisseur an verschiedenen Theatern in Großbritannien. Von 2001 bis 2007 war er künstlerischer Leiter der Actors Touring Company (ATC), ein britisches Tourneetheater, das vor allem Stücke junger Autoren oder aktuelle internationale Theaterstücke in englischer Übersetzung auf die Bühne bringt. 2001 inszenierte er „In the Solitude of Cotton Fields“ (=La solitude des champs de coton) von Bernard-Marie Koltès in einer Übersetzung von Jeffrey Wainwright.
2004 inszenierte er die englische Erstaufführung von Jeff Koons, ein Stück von Rainald Goetz in der Übersetzung von David Tushingham.
Nachdem er an einem der Director Training Courses der BBC teilgenommen hatte, arbeitete er ab 2006 vor allem als Regisseur für Serienproduktionen der BBC bzw. von BBC-Fernsehshows, darunter  Suburban Shootout (5 Folgen), Lovesick (5 Folgen), Mord auf Shetland (3 Folgen) sowie eine Folge von Der junge Inspektor Morse.
Anderson erhielt vier BAFTA-Nominierungen, darunter zweimal für die Catherine Tate Show, für die er auch die Drehbücher schrieb, als bestes Comedy-Programm.